# Prionostemma seriatum
Prionostemma seriatum is een hooiwagen uit de familie Sclerosomatidae.